# Pisaura anahitiformis
Espèce
Synonymes
- Pisaura anahita Kishida, 1914

Pisaura anahitiformis est une espèce d'araignées aranéomorphes de la famille des Pisauridae.

## Distribution
Cette espèce est endémique du Japon.

## Publication originale
- Kishida, 1910 : Supplementary notes on Japanese spiders. Hakubutsu-gaku Zasshi, vol. 118, p. 1-9.